# Condado de Kendall (Illinois)
El condado de Kendall (en inglés: Kendall County) es un condado en el estado estadounidense de Illinois. En el censo de 2000 el condado tenía una población de 54 544 habitantes. Forma parte del área metropolitana de Chicago. De acuerdo con estimados de la Oficina del Censo, la población del condado era de 103 460 habitantes en julio de 2008, convirtiéndolo en el condado de mayor crecimiento poblacional (entre condados de más de 10 000 habitantes) de los Estados Unidos entre 2000 y 2008. La sede de condado es Yorkville. El condado fue formado en 1841 a partir de porciones de los condados de  Kane y LaSalle. Fue nombrado en honor a Amos Kendall, el octavo director del Servicio Postal de los Estados Unidos.

## Geografía
Según la Oficina del Censo, el condado tiene un área total de 836 km² (323 sq mi), de la cual 830 km² (321 sq mi) es tierra y 6 km² (2 sq mi) (0,65%) es agua.

### Condados adyacentes
- Condado de Kane (norte)
- Condado de DuPage (noreste)
- Condado de Will (este)
- Condado de Grundy (sur)
- Condado de LaSalle (oeste)
- Condado de DeKalb  (noroeste)

## Autopistas importantes
- U.S. Route 30
- U.S. Route 34
- U.S. Route 52
- Ruta Estatal de Illinois 25
- Ruta Estatal de Illinois 31
- Ruta Estatal de Illinois 47
- Ruta Estatal de Illinois 71
- Ruta Estatal de Illinois 126

## Demografía
En el  censo de 2000, hubo 54 544 personas, 18 798 hogares y 14 963 familias residiendo en el condado. La densidad poblacional era de 170 personas por milla cuadrada (66/km²). En el 2000 había 19 519 unidades habitacionales en una densidad de 61 por milla cuadrada (24/km²). La demografía del condado era de 92,88% blancos, 1,32% afroamericanos, 0,19% amerindios, 0,88% asiáticos, 0,02% isleños del Pacífico, 3,38% de otras razas y 1,34% de dos o más razas. 7,49% de la población era de origen hispano o latino de cualquier raza. 
La renta promedio para un hogar del condado era de $64 625 y el ingreso promedio para una familia era de $69 383 . En 2000 los hombres tenían un ingreso medio de $50 268 versus $30 415 para las mujeres. La renta per cápita para el condado era de $25 188 y el 3,00% de la población estaba bajo el umbral de pobreza nacional.

## Ciudades y pueblos
| - Aurora - Boulder Hill - Bristol - Joliet | - Lisbon - Little Rock - Millbrook - Millington | - Minooka - Montgomery - Newark | - Oswego - Plainfield - Plano | - Plattville - Sandwich - Yorkville |